# Parco regionale dei Sassi di Roccamalatina

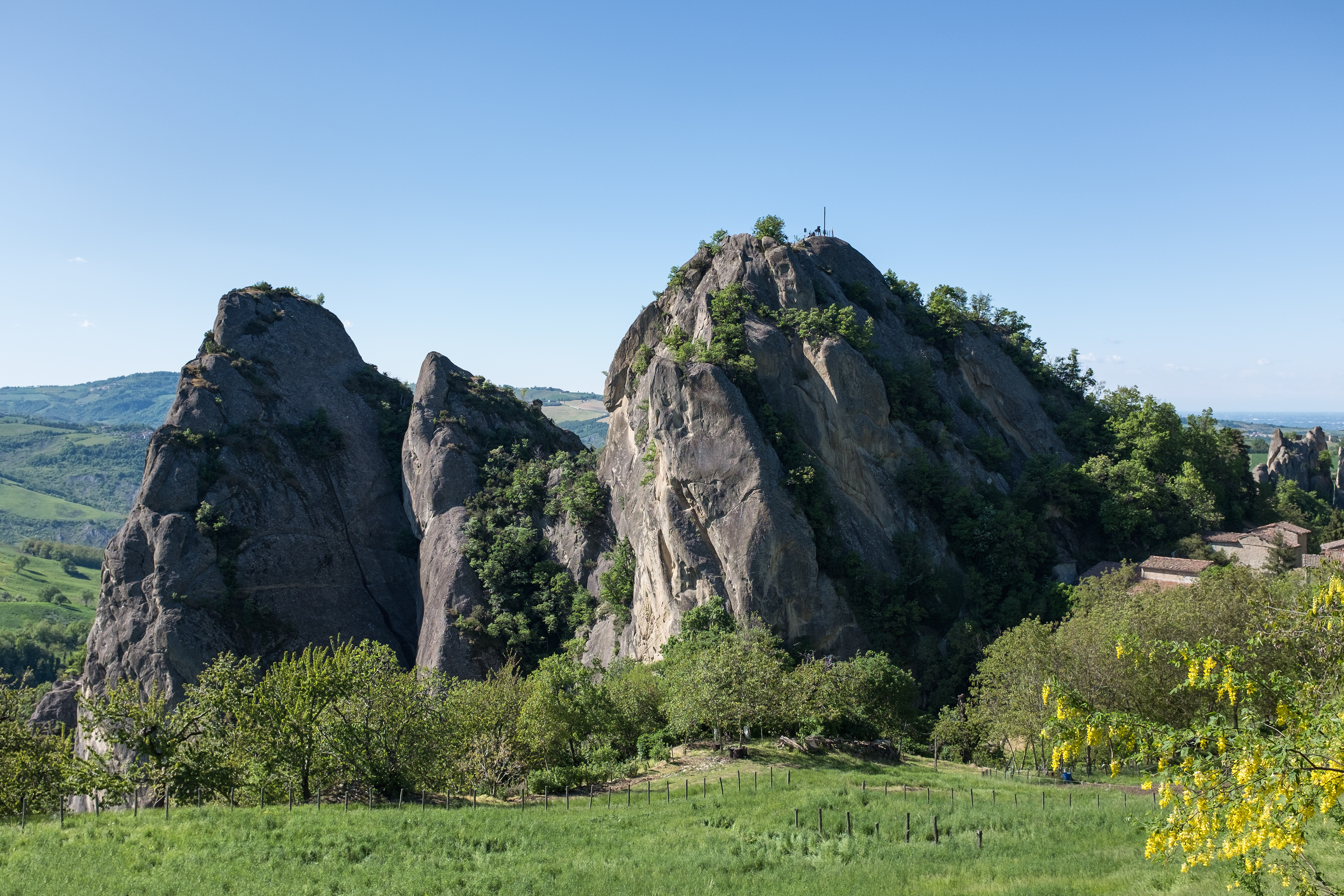
Sassi di Roccamalatina

Il parco regionale Sassi di Roccamalatina è un'area naturale protetta situata sull'Appennino modenese immediatamente prossimo alla pianura, sul versante destro della valle del fiume Panaro. È caratterizzato dalla presenza di tre spettacolari picchi rocciosi definiti storicamente "sassi", sede di nidificazione del falco pellegrino.
All'interno del parco un'area di 1198 ha è stata designata come sito di interesse comunitario e zona di protezione speciale denominato Sassi di Roccamalatina e di Sant'Andrea (IT4040003).

## Provvedimenti istitutivi
Legge regionale n. 11 del 2 aprile 1988.

## Territorio
L'estensione dell'area protetta è di 2300,17 ha, di cui 143 di proprietà pubblica (Demanio, comuni di Guiglia e Marano sul Panaro, consorzio del parco) ed il resto di proprietà privata.
Il territorio della riserva presenta il tipico aspetto a calanchi argillosi dei preappennini alternate a lievi colline ricoperte di pascoli, fitti castagneti, vite e frutteti. In netto contrasto con il paesaggio generale, si elevano nel cuore del parco tre guglie in arenaria, derivati da stratificazioni più resistenti all'erosione originatesi nell'oligocene. Per la loro ripida elevazione sul paesaggio, le guglie furono utilizzate come elementi di un sistema di fortificazione attorno alla zona di Pieve di Trebbio, dove si hanno testimonianze di insediamenti risalenti all'epoca etrusca.
La quota altimetrica spazia da 169 a 621 m s.l.m..
Il territorio è disseminato di borghi rurali e resti di antiche fortificazioni medioevali.

## Struttura
Le arenarie che compongono i torrioni dei Sassi sono composte da granuli molto grossi, distinguibili anche a occhio nudo. Si possono osservare quarzi grigio chiaro di aspetto vetroso a volte nascosti da muschi e licheni. Questi sassi sedimentarono durante il Cretaceo superiore (circa 90 milioni di anni fa) in mare profondo, prossimo ai fondali liguri, da qui il nome Liguridi.

## Comuni
Il parco ricade nel territorio dei comuni di Castelvetro di Modena, Guiglia, Marano sul Panaro, Savignano sul Panaro, Vignola e Zocca.

## Flora
Un recente censimento ha confermato la presenza di 767 specie, distribuite in 88 Famiglie tra Composite, Leguminose, Graminacee e di queste 48 specie protette tra le quali 26 tipi di Orchidee.
La flora del fiume Panaro è fortemente influenzata dall'attività antropica, che ha occupato gran parte del territorio con coltivazioni viticole e alberi da frutto. Il castagno, in passato coltivato, in alcuni tratti si è esteso fino ad unirsi con il bosco spontaneo costituito da carpino, cerro, roverella e acero. Nelle zone boschive maggiormente esposte a sud e quindi ad un microclima caldo-secco, il bosco è prevalentemente costituito da roverella, acero campestre, orniello, carpino nero e sorbo domestico, con un sottobosco arbustivo di ginepro, biancospino e sanguinello.
I "sassi" costituiscono un ambiente particolare, con notevoli differenze climatiche tra zone con differente esposizione. Sulle brulle pareti sono insediati arbusti (ginestra, ginepro, elicriso ed erica arborea) ed alcuni alberi aggrappati alla roccia (roverelle, ornielli, castagni). Dove è presente un minimo strato di terra sono presenti graminacee, assenzio, timo, saponaria, garofanino selvatico ed alcune specie di orchidee.

## Fauna
Il parco è riconosciuto come zona a protezione speciale della fauna; tra gli animali protetti si possono citare il gambero di fiume, il cervo volante, il geotritone italiano, il tritone alpestre e il tritone crestato e svariati tipi di rane per il reparto anfibio. Le pareti verticali dei "sassi" sono sede di nidificazione di pregevoli rapaci quali il falco pellegrino e il gheppio. Altri rapaci diurni diffusi nel parco sono la poiana, lo sparviere e il falco pecchiaiolo; non raro il passaggio dell'astore che nidifica a quote maggiori. Sui campi coltivati è possibile veder volare il lodolaio, cacciatore di insetti e piccoli uccelli, mentre nelle aree boscate è presente il picchio rosso minore. Altri volatili che frequentano le arenarie dei Sassi sono il corvo imperiale, il picchio muraiolo (svernante regolare in autunno/inverno), la rondine montana e la taccola, un corvide. Nelle aree calanchive del Parco sono segnalati il calandro, lo zigolo nero e la sterpazzolina comune. A Settembre è possibile avvistare uccelli migratori che si fermano sui sassi o nei campi coltivati, come il grillaio, mentre durante stagione fredda popolano i boschi specie come il frosone e il lucherino. Tra i mammiferi sono presenti piccoli roditori come lo scoiattolo, il ghiro, il moscardino, e predatori quali la volpe, il tasso, la donnola, la faina e la puzzola. Comuni il cervo nobile, il capriolo e il cinghiale, più raro il daino. Sempre più frequente la presenza del lupo. Tra i rettili, da notare la presenza del colubro di Esculapio, mentre sono più comuni il biacco, la natrice dal collare e l'orbettino italiano. Segnalata in passato anche la vipera comune.

## Strutture ricettive
La sede operativa del parco, situata a Roccamalatina nel Centro Parco di Pieve di Trebbio detto Il Fontanazzo, ospita un "centro di educazione ambientale" ed uno sportello informativo. Un altro centro visita denominato Centro visita Borgo dei Sassi si trova in località Rocca di Sotto. Si segnala inoltre l'Infopoint Museo del Castagno e del Borlengo, nell'antico Ospitale di San Giacomo a Zocca, situato al di fuori dei confini del parco.

## Attività

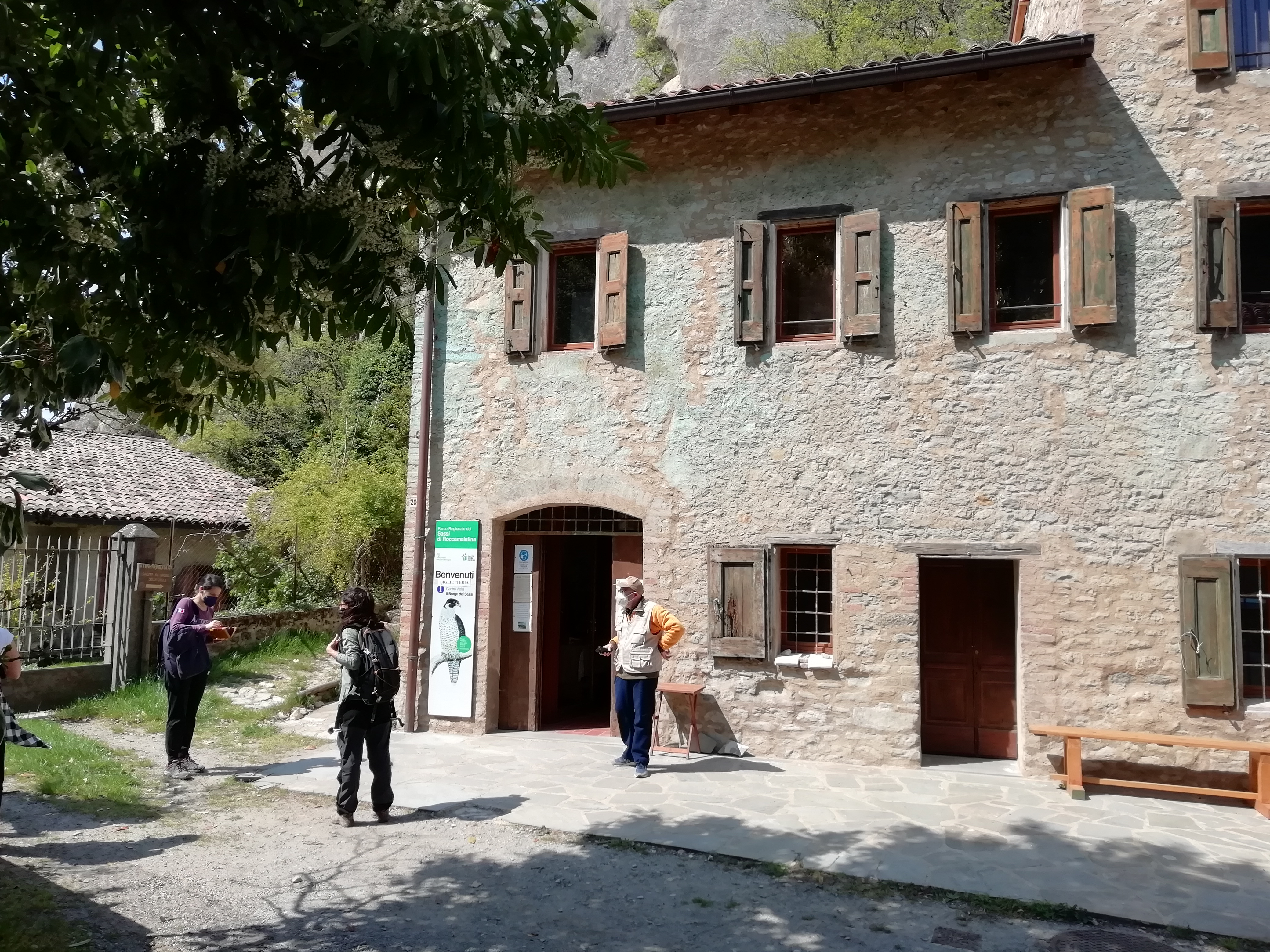
Il centro visite Borgo dei Sassi e, a sinistra, l'inizio del sentiero per il Sasso della Croce

Dal centro di Rocca di Sotto, adiacente alla guglia anticamente chiamata con lo stesso nome, ora "Sasso della Croce", è possibile salire alla sommità della roccia, a quota 567 m s.l.m., tramite un ripido sentiero attrezzato con accesso a pagamento. Altri sentieri della riserva possono essere liberamente percorsi, oltre che a piedi, anche a cavallo o in mountain bike.